# Флоризон, Йелле
Йелле Флоризон (нидерл. Jelle Florizoone; 22 сентября 1995, Бельгия) — бельгийский актёр. Известен во многом благодаря работе в фильме Баво Дефюрна: «Северное море, Техас».

## Биография
Йелле родился в городе Остенде в Бельгии. С детства мальчик очень любил кино, именно тогда зародилась его мечта — стать актером. Йелле изучал ораторское искусство в Брюгге, а в 2010 году сбылась его мечта — ему была предложена главная роль во фламандском фильме «Северное море, Техас». Премьера фильма состоялась 14 марта 2011 года. Действие фильма происходит в 1960-х—1970-х годах в Бельгии. Сюжет строится на истории любви двух друзей, живущих по соседству.
В январе 2011 года Йелле принимал участие в кастинге «Studio 100», что даёт ему возможность сняться в бельгийском телесериале ROX. Премьера этого молодёжного сериала состоялась 5 декабря 2011 года. 2011 год стал удачным для Йелле: он получил награду за лучшую мужскую роль второго плана на 5-м фестивале Filmrevelatie 2011. В 2012 году Йелле снимался в фильме «Вперед, Эдди!», где играл небольшую роль. Следующим фильмом для Йелле стал фильм режиссёра Стина Коникса «Марина» о жизни бельгийского музыканта Рокко Гранаты.

## Фильмография
| Год  |   | Русское название     | Оригинальное название | Роль     |
| ---- | - | -------------------- | --------------------- | -------- |
| 2011 | ф | Северное море, Техас | Noordzee, Texas       | Пим      |
| 2011 | ф | Rox                  | Rox                   | Рик      |
| 2012 | ф | Вперёд,Эдди          | Allez, Eddy           | Альбрехт |
| 2013 | ф | Аспе                 | Aspe                  | Михаэль  |
| 2013 | ф | Марина               | Marina                | Уард     |